# 中日新聞社

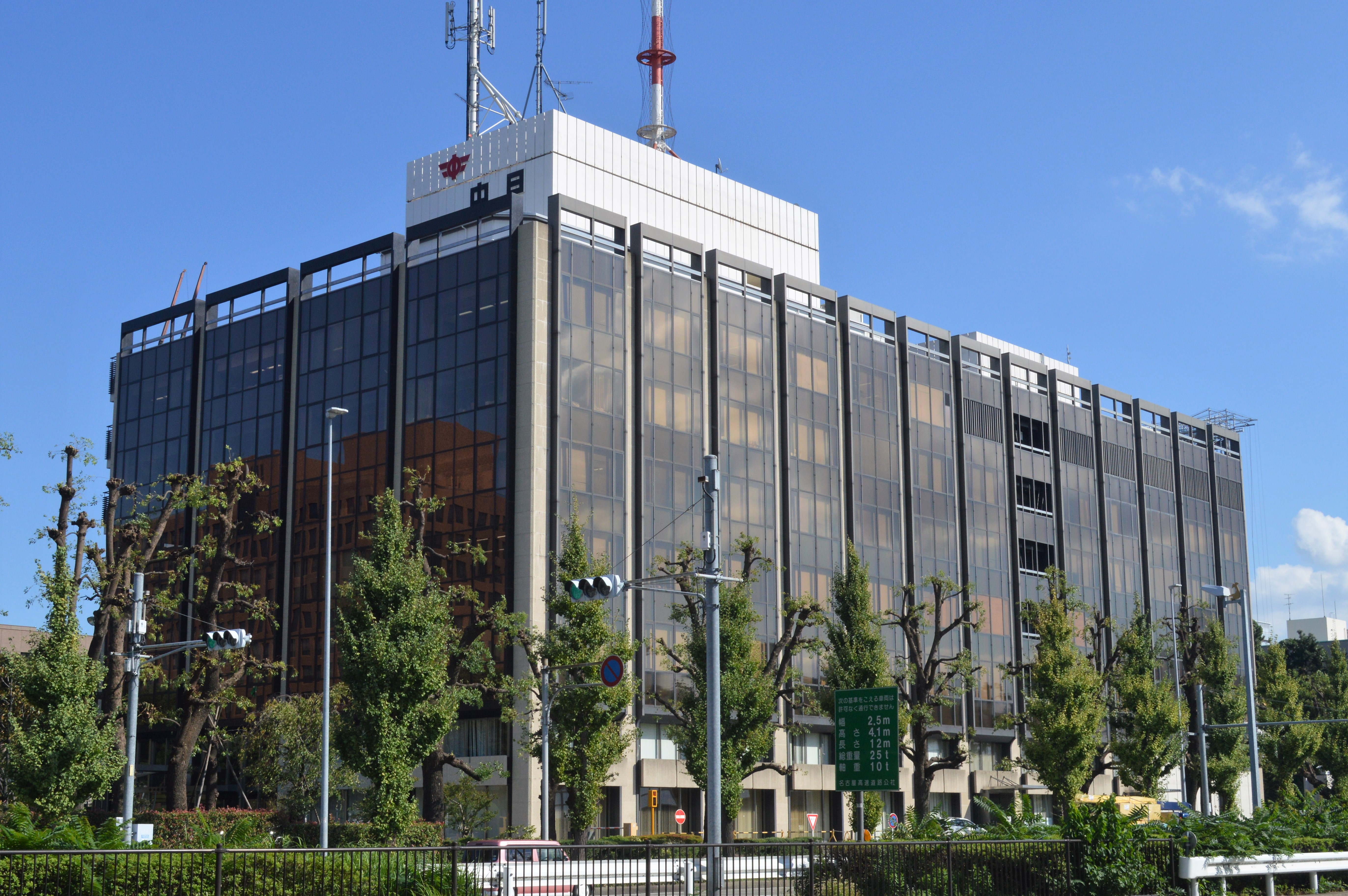
中日新聞社名古屋本社

株式會社中日新聞社（日语：ちゅうにちしんぶんしゃ）是一家總部位於日本愛知縣名古屋市中區的日本報社，也是中日新聞和中日體育的發行公司。中日新聞社在東京都千代田區設有東京本社（發行東京新聞和東京中日體育），石川縣金澤市設有北陸本社（發行北陸中日新聞），静岡縣濱松市東區設有東海本社，福井縣福井市設有福井支社（發行日刊縣民福井）。該公司也是職棒球隊中日龍的母公司。

## 發行報紙
- 中日新聞
- 東京新聞
- 北陸中日新聞（在石川县、富山县、新潟县發行）
- 日刊县民福井（在福井县發行）
- 大阪日日新闻
- 中日体育（中日スポーツ）
- 東京中日体育（東京中日スポーツ）

## 外部連結
- 中日新聞 会社案内（页面存档备份，存于）